# Mołwa
Mołwa (ros. "Молва", dosł. "Wieść") – emigracyjne pismo rosyjskie w Polsce w I połowie lat 30. XX wieku.
Gazeta codzienna, wychodząca w Warszawie od 6 kwietnia 1932 r., zastępując dziennik "Za Wolność!". Miała formę ilustrowaną. Wydawcą był Władimir Brand. Komitet redakcyjny składał się z redaktora naczelnego Dmitrija Fiłosofowa, Branda, Jewgienii Weber-Chirjakowej, G. Sokołowa, Siergieja Wojciechowskiego, A. Fiodorowa. Gazeta reprezentowała szerokie spektrum emigracji rosyjskiej – od monarchistów do demokratów ludowych (byłych eserowców). Szczególną uwagę zwracano na kwestie kulturalno-literackie i współpracę polsko-rosyjską na tym polu. Ostatni numer ukazał się 31 stycznia 1934 r. Ogółem wyszło 545 numerów pisma. Zastąpiła je gazeta "Miecz".